# NGC 5296
NGC 5296 é uma galáxia espiral (S0-a) localizada na direcção da constelação de Canes Venatici. Possui uma declinação de +43° 51' 06" e uma ascensão recta de 13 horas, 46 minutos e 18,6 segundos.
A galáxia NGC 5296 foi descoberta em 3 de Maio de 1850 por William Parsons.